# Waldemar Pottier
Waldemar Pottier född 30 december 1914 i Berlin, Tyskland, död 2004, tysk barnstjärna under 1920-talet.

## Filmografi (urval)
- 1939 - Drei Unteroffiziere
- 1931 - Liebeskommando
- 1927 - Das Edle Blut
- 1924 - Strandgut
- 1923 – Karusellen
- 1922 - Marie Antoinette - Das Leben einer Königin
- 1920 - Menschen
- 1919 - Erborgtes Glück